# Єрмата
Єрмата (рум. Iermata) — село у повіті Арад в Румунії. Входить до складу комуни Селеуш.
Село розташоване на відстані 401 км на північний захід від Бухареста, 42 км на північний схід від Арада, 146 км на захід від Клуж-Напоки, 80 км на північний схід від Тімішоари.

## Населення
За даними перепису населення 2002 року у селі проживали 462 особи, з них 460 осіб (99,6%) румунів. Рідною мовою 461 особа (99,8%) назвала румунську.